# Leandro Desábato
Leandro Desábato, né le 30 mars 1990, est un footballeur argentin.

## Biographie
Desábato commence sa carrière professionnelle en 2010 avec le club du Vélez Sarsfield, club de Primera división. Il dispute un total de 123 matchs en Primera división avec le club. En 2018, il est transféré au Vasco da Gama, club de Série A. En 2019, il est transféré au Cerezo Osaka, club de J1 League.